# Nakada Yohei
Yohei Nakada (sinh ngày 11 tháng 11 năm 1983) là một cầu thủ bóng đá người Nhật Bản.

## Sự nghiệp câu lạc bộ
Yohei Nakada đã từng chơi cho Kataller Toyama.